# Ulica Bielańska w Warszawie
Ulica Bielańska – ulica w warszawskiej dzielnicy Śródmieście, biegnąca od ul. Senatorskiej do ul. Długiej.

## Historia
Pierwotnie wraz z ul. Wierzbową fragment starego traktu wiodącego do kościoła i klasztoru kamedułów na Bielanach, dokąd po roku 1673 wędrowali pątnicy darzący szczególną czcią obraz św. Brunona z Kwerfurtu. Nazwa nawiązywała do Bielan, w kierunku których biegła dawna droga.
Najwcześniejszą zabudową ulicy były drewniane dwory, pojawiające się już w pierwszej połowie XVII wieku. Pierwszy dom murowany został wybudowany w roku 1788. Było to dzieło Szymona Bogumiła Zuga, niezwykle wydłużona kamienica wystawiona pod numerem 5 dla Królewsko-Pruskiej Kompanii Handlu Morskiego.
Nieco później, bo na początku II ćwierci XVIII wieku wybudowano przy Bielańskiej pałac dla biskupa Teodora Potockiego, mieszczący za panowania Stanisława Augusta Mennicę Warszawską. Kolejny pałac, zachowany do dziś, wzniesiony został dla Jana Jerzego Przebendowskiego około roku 1727 i przebudowany przez budowniczego Wojciecha Bobińskiego w latach 1863–1868 dla Jana Kazimierza Zawiszy.
Przed końcem XVIII stulecia przy Bielańskiej powstało jeszcze kilka niewielkich kamienic, jednak dopiero okres 1820–1830 zaowocował znaczącymi przemianami w wyglądzie ulicy. W roku 1830 według projektu Antonia Corazziego powstała niezachowana kamienica Wawrzyńca Mikulskiego przy ul. Bielańskiej 1, zaś w roku 1829 wybudowano kamienicę Gertrudy i Jana Baumów, według projektu Karola Henryka Galle. Wyróżniała się ona stosunkowo bogatym wystrojem plastycznym fasady, składającym się między innymi z laurowych wieńców oraz głów boga Merkurego na tle włóczni i kaduceuszy. Lata 1817–19 zaowocowały nową realizacją: według projektu Christiana Piotra Aignera wystawiono nowy gmach mennicy pod numerem 10, rozebrany w roku 1907.
Przy ulicy działało kilka hoteli, m.in. Hotel Lipski (nr 3), Hotel Krakowski (nr 7), Hotel Paryski (nr 9) i Hotel Białostocki (nr 16).
Początek wieku XX przyniósł nowe realizacje nadążające za światowymi trendami: w latach 1903–1908 przy Bielańskiej budowano kamienice o wystroju utrzymanym w duchu secesji, zaś nieco później, około roku 1912, powstała będąca przykładem wczesnego modernizmu kamienica pod numerem 4, wystawiona dla Panien Kanoniczek według projektu Juliusza Dzierżanowskiego.
W roku 1911 ukończono wybudowany na miejscu dawnych zabudowań mennicy gmach oddziału rosyjskiego Banku Państwa. Autorem projektu był Leontij Benois, zaś gmach nawiązujący stylistycznie do wczesnych realizacji włoskiego renesansu uznawany był za jedną z najświetniejszych realizacji architektonicznych okresu zaborów.
W czasie obrony Warszawy we wrześniu 1939 zniszczeniu uległa część zabudowy. Od listopada 1940 do marca 1942 krótki odcinek nieparzystej strony ulicy Bielańskiej stanowił wschodnią granicę warszawskiego getta, co upamiętnia jeden z pomników granic getta. 26 marca 1943 u zbiegu Bielańskiej, Długiej i Nalewek miała miejsce akcja pod Arsenałem. W 1944 częściowo zburzone zostały niemal wszystkie obiekty przy ulicy. Szczególnie ciężkie walki stoczono w czasie powstania warszawskiego o gmach Banku Państwa (Reduta Bank Polski).
W okresie po 1945 zaniechano odbudowy większości domów. Ich wypalone relikty zostały usunięte w roku 1946. Dłużej stały ruiny Banku Polskiego, rozebrane w większości około roku 1965. Obecnie większą część działki zajmowanej przez gmach Banku Polskiego zajmuje budynek biurowy Senator (nr 12).
Przemiany urbanistyczne okolicy w okresie powojennym sprawiły, że częściowemu zatarciu uległ północny fragment ulic Bielańskiej. Budowa Trasy W-Z odcięła od pozostałej części krótki odcinek przy ul. Długiej, a odbudowany w latach 1948–1949 z wprowadzeniem licznych zmian i uproszczeń pałac Przebendowskich znalazł się pomiędzy odległymi od siebie jezdniami dzisiejszej al. „Solidarności” i został przyporządkowany jej numeracji. Obecnie mieści się w nim Muzeum Niepodległości.

## Ważniejsze obiekty
- Budynek Banku Polskiego
- Pomnik granic getta
- Pałac Przebendowskich, siedziba Muzeum Niepodległości

## Obiekty nieistniejące
- Kamienica Mikulskiego

## Galeria

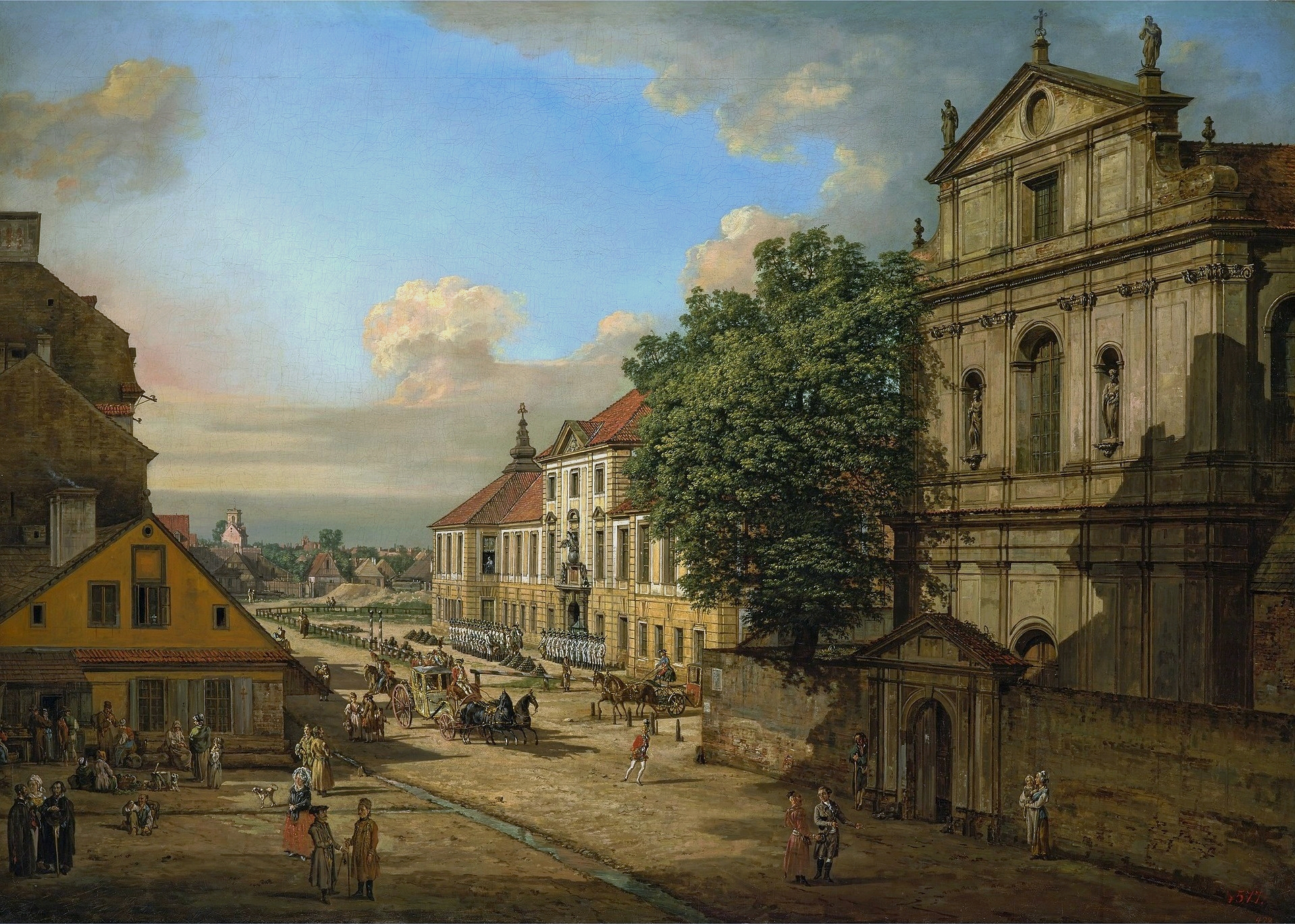
Wylot ul. Bielańskiej przy Arsenale w końcu XVIII wieku
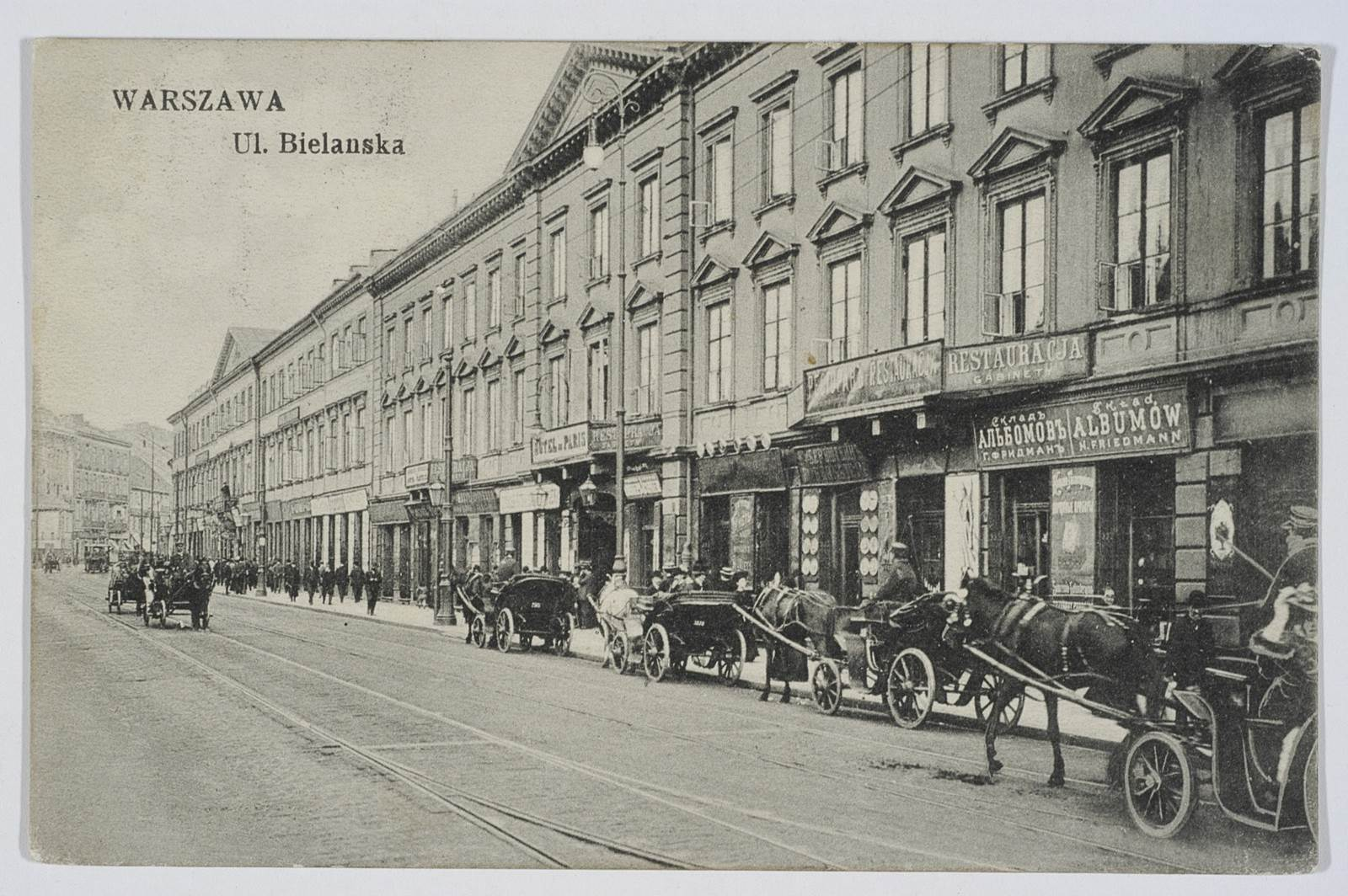
Ulica Bielańska i nieistniejąca zabudowa w 1913
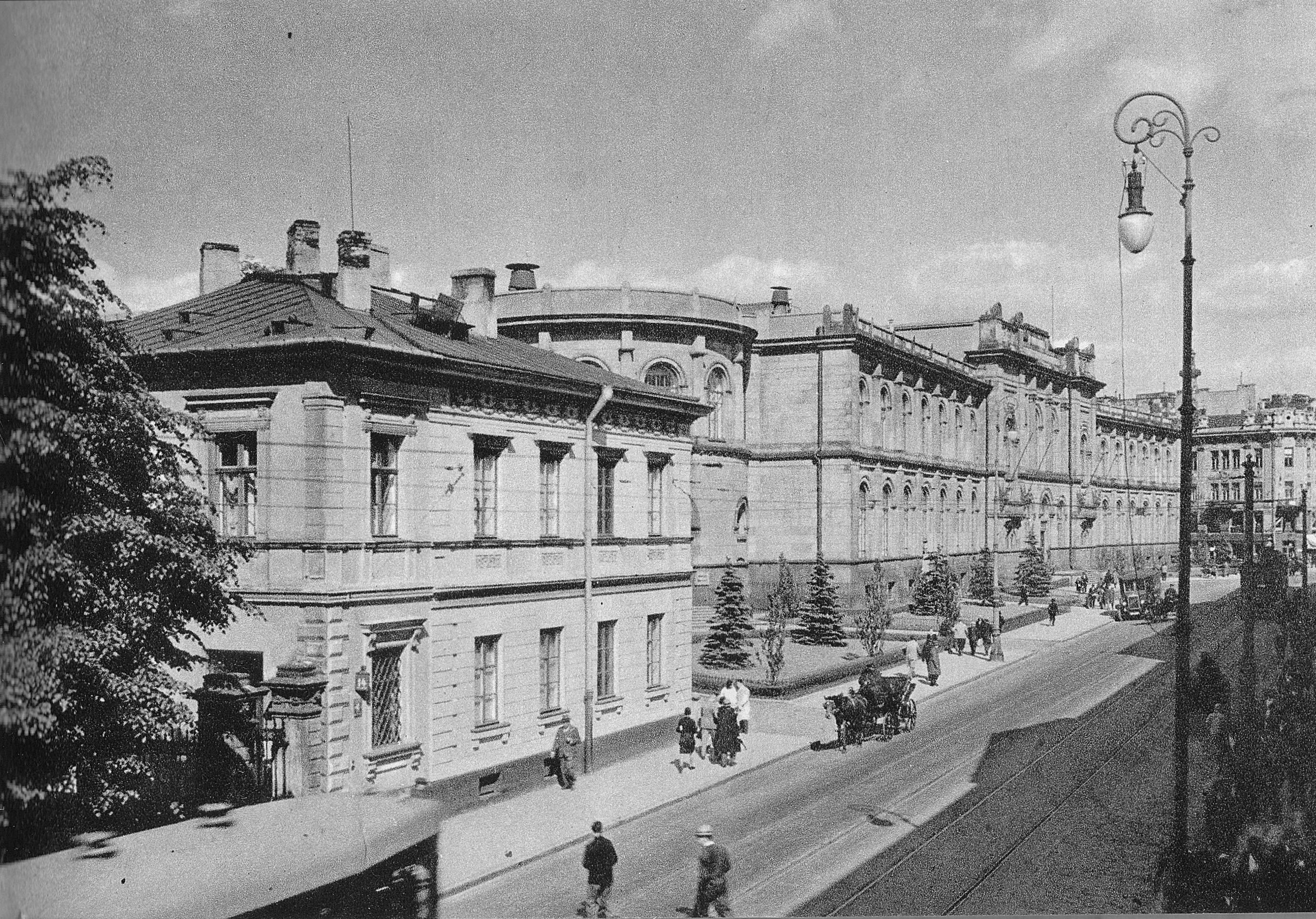
Ulica Bielańska przed 1939, widok w kierunku placu Teatralnego